# 李莊妃
李莊妃（1588年12月5日—1624年12月6日），順天府寶坻縣人，为明光宗妃，史称东李。父李海，母刘氏，弟李国栋以姊贵授正三品锦衣卫指挥同知。
东李在万历二十六年（1598年）十一岁的时候，入內廷为宫女。后侍候当时尚为皇子的光宗，为选侍。与另一名李氏选侍被分别称为“东李”“西李”。东李为人仁慈少语，得太监宫女们爱戴。虽然位居西李（即后来的李康妃）前，但宠信不及。东李没有生育过，崇祯帝朱由检幼小失母后先被西李抚养，后由于西李生女，照管不过来，改由东李照顾朱由检。
1620年9月26日，登基仅一个月的光宗逝世，未来得及册封妃嫔们。至天启三年（1623年），东李选侍被天启帝封为庄妃。但由于魏忠贤、客氏擾亂后宫，恶劣的康妃把持后宫政务，庄妃宫中礼数遭裁汰，削减，天启四年十月李莊妃愤郁而亡。

## 延伸阅读
[在维基数据编辑]
 《明史卷一百一十四》，出自《明史》